# 武希佩努區
武希佩努區，是馬達加斯加的行政區，位於該國東部，由法土法韋-非圖韋那尼區負責管轄，首府設於武希佩努，面積1,162平方公里，2011年人口144,344，人口密度每平方公里124人。